# 蛇园蛛
蛇园蛛（学名：Araneus colubrinus）为园蛛科园蛛属的动物。分布于中国湖北等地。该物种的模式产地在湖北。